# خانه انیس‌الدوله
منزل انیس الدوله مربوط به دوره قاجار است و در محله امیریه تهران، خیابان ولیعصر، بالاتر از خیابان مولوی واقع شده و این اثر در تاریخ ۱ مهر ۱۳۸۲ با شمارهٔ ثبت ۱۰۴۰۳ به‌عنوان یکی از آثار ملی ایران به ثبت رسیده است. این ساختمان هم اکنون محل استقرار «اتحادیه و شرکت تعاونی صنف تهیه و توزیع گوشت گوسفندی تهران» است.
این بنا در سال ۱۲۵۸ شمسی در اختیار انیس الدوله (با نام اصلی فاطمه)  همسر سوم ناصرالدین شاه قرار گرفت. در سال ۱۳۳۰ توسط فردی به نام نادر ابراهیمی خریداری شد. سپس در سال ۱۳۵۰ توسط اتحادیه تهیه کنندگان گوشت گوسفندی تهران خریداری شد و امکان بازدید عمومی از آن برداشته شد.